# Малышево (Спасский район)
Малышево — село в Спасском районе Рязанской области, входит в состав Выжелесского сельского поселения. 

## География
Село расположено на берегу речки Штыга в 9 км на северо-восток от центра поселения села Выжелес и в 43 км на северо-восток от районного центра Спасска-Рязанского. 

## История
Малышево в качестве деревни упоминается в писцовых книгах 1629 года. В окладных книгах 1676 года значится уже селом с церковью великого чудотворца Николая. В 1764 году помещицей Матроной Смагиной была построена деревянная церковь с такой же колокольней во имя святого Николая. В 1857 году устроен был в верхнем этаже придел в честь преподобного Сергия Радонежского чудотворца. В 1882 году в нижнем этаже с южной стороны устроен придел в честь иконы Божьей Матери Боголюбской. С 1861 года существовала школа, помещавшаяся в церковном доме.
В XIX — начале XX века село входило в состав Выжелесской волости Спасского уезда Рязанской губернии. В 1906 году в деревне было 67 дворов.
С 1929 года село являлось центром Малышевского сельсовета Ижевского района Рязанского округа Московской области, с 1937 года — в составе Рязанской области, с 1963 года — в составе Иванковского сельсовета Спасского района, с 2005 года — в составе Выжелесского сельского поселения.

## Население
| 1859 | 1906 | 2010 |
| ---- | ---- | ---- |
| 677  | ↘138 | ↘44  |